# Théâtre Al-Kasaba

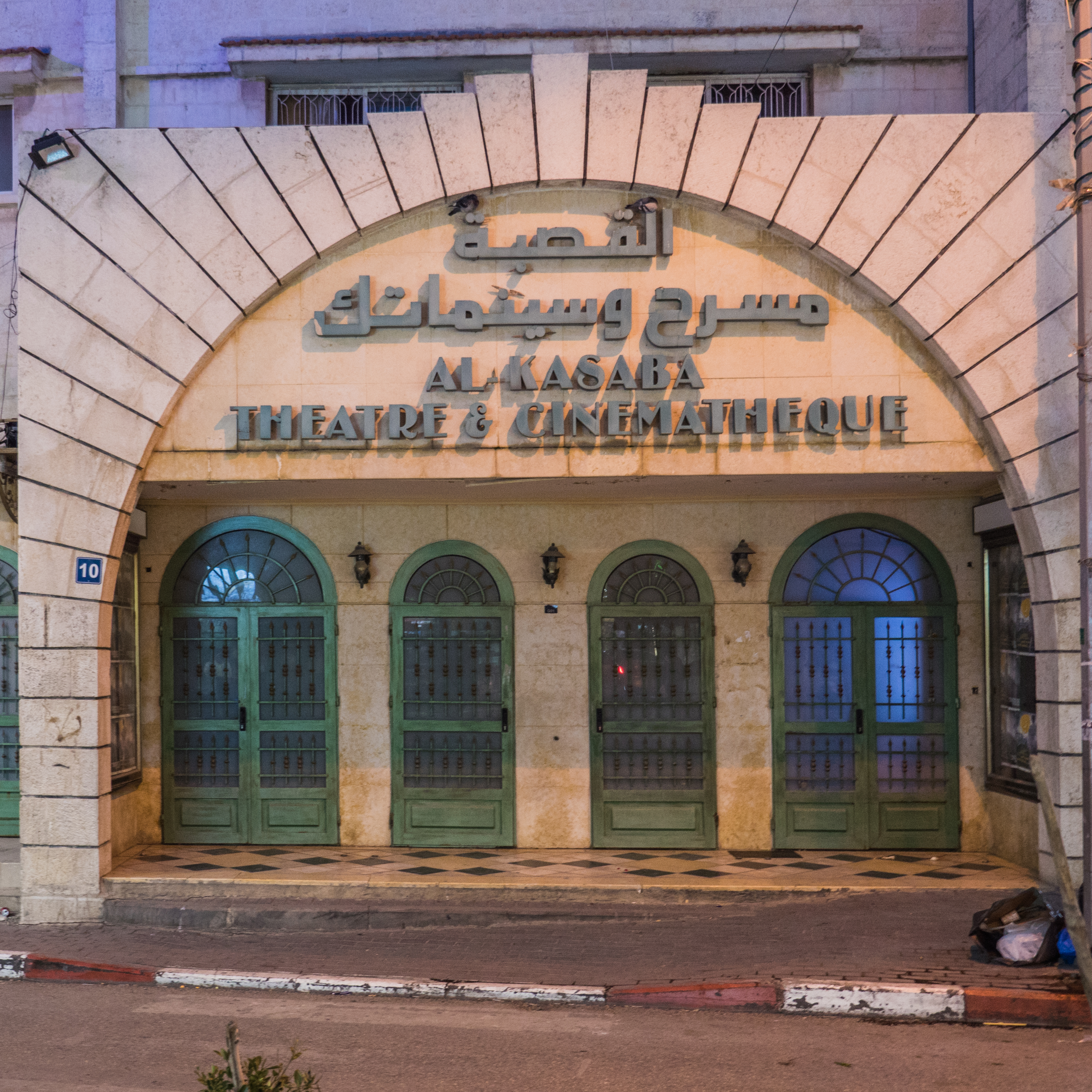
Théâtre Al-Kasaba en 2017

L’établissement Al-Kasaba Theatre and Cinematheque est un organisme culturel de cinéma, de théâtre, de musique et de danse de la ville Ramallah en Cisjordanie. Il a été créé en 1970 pour le théâtre et a commencé plus tard à présenter des films. Al-Kasaba le seul cinéma officiel multi-utilisations des  Territoires palestiniens. 

## Histoire
Al-Kasaba est établi à l’origine en 1970 à Jérusalem sous le nom de Theatre Arts Group. En 1984, il est renommé Shawk Theatre. En 1989, il est rénové pour accueillir des films. En 1998, la rénovation de l’Al-Jameel Cinema à Ramallah, fermé en 1987, donne naissance à l’Al Kasaba Theatre and Cinematheque. Le cinéma ouvre en 2000 et constitue l’un des rares lieux de la région qui permet aux artistes, acteurs et cinéastes Palestiniens de produire et présenter leurs productions.
Début 2002, le théâtre accueille les Prix Nobel de littérature Wole Soyinka et José Saramago. Quelques semaines plus tard, lors de l’invasion de Ramallah en avril 2002, le théâtre est la cible de l’armée israélienne. Les bureaux du théâtre sont mis à sac, les fichiers et les ordinateurs détruits.
Avec le renforcement de l’Autorité palestinienne sous la présidence de Mahmoud Abbas, Al-Kasaba est redevenu un lieu-phare de la culture à Ramallah.
Les acteurs arabes israéliens Khawlah Hag-Debsy et Mohammed Bakri ont joué au théâtre Al-Kasaba.